# Мейер, Леопольд фон
Леопольд де Мейер, фон Мейер (нем. Leopold von Meyer; 20 декабря 1816 года, Баден-под-Веной — 6 марта 1883 года, Дрезден) — австрийский пианист.
Ученик Карла Черни и Йозефа Фишхофа. Начиная с 1835 года, широко гастролировал по Европе, особенно в её восточной части: первую гастрольную поездку совершил в Бухарест, где работал лейб-медиком его брат, Иоганн Непомук фон Мейер (1803—1873). Затем по приглашению Николая Голицына выступил в Одессе, далее отправился в Санкт-Петербург и Москву, объехал всю восточную часть Австрийской империи, а в 1843 г. выступал и при дворе турецкого султана, который, правда, как сообщает Николай Слонимский, повелел отпилить ножки у привезённого Мейером во дворец рояля, но зато наградил музыканта с небывалой щедростью. В 1845—1847 годах совершил весьма успешное американское турне — первый визит значительного пианиста-виртуоза в Новый Свет, — получив, в частности, восторженный отзыв Генри Лонгфелло: «Изумительный исполнитель, набрасывающийся на клавиши, словно врывающийся в чащобу лев, и стряхивающий ноты с рук, словно капли воды».
Мейер предпочитал исполнять блестящие виртуозные пьесы, в том числе собственного сочинения. Наибольшую известность из них получил «Марокканский марш», оркестрованный в 1845 году Гектором Берлиозом. Мейеру принадлежат также фантазии на темы популярных опер («Норма» и «Пуритане» Беллини, «Любовный напиток» и «Лючия ди Ламмермур» Доницетти, «Семирамида» Россини и т. п.), цикл «Русские песни» (op. 43) и другие фортепианные сочинения и обработки.